# Isaiah Rider
Isaiah Rider (Oakland, 12 de março de 1971) é um ex-jogador de basquete norte-americano que foi campeão da Temporada da NBA de 2000-01 jogando pelo Los Angeles Lakers.